# Seth Van Neerden
Seth Van Neerden (1968) es un deportista estadounidense que compitió en natación. Ganó dos medallas en el Campeonato Mundial de Natación en Piscina Corta de 1993, oro en 4 × 100 m estilos y bronce en 100 m braza.

## Palmarés internacional
| Campeonato Mundial en Piscina Corta | Campeonato Mundial en Piscina Corta | Campeonato Mundial en Piscina Corta | Campeonato Mundial en Piscina Corta |
| Año                                 | Lugar                               | Medalla                             | Prueba                              |
| ----------------------------------- | ----------------------------------- | ----------------------------------- | ----------------------------------- |
| 1993                                | Palma de Mallorca (España)          | Medalla de oro                      | 4 × 100 m estilos                   |
| 1993                                | Palma de Mallorca (España)          | Medalla de bronce                   | 100 m braza                         |